# Podjelje
Podjelje (IPA: [pɔdˈjeːljɛ]) è un insediamento (naselje) di 85 abitanti, della municipalità di Bohinj nella regione statistica dell'Alta Carniola in Slovenia.